# 비이산 공간
일반위상수학에서 비이산 공간(非離散空間, 영어: indiscrete space)은 주어진 집합 위에서 가장 적은 수의 열린집합들을 갖는 위상 공간이다. 이러한 공간에서는 서로 다른 두 점들을 위상수학적으로 구별할 수 없다.

## 정의
위상 공간 {\displaystyle X}에 대하여 다음 조건들이 서로 동치이며, 이를 만족시키는 위상 공간을  비이산 공간이라고 한다.
- {\displaystyle X}의 열린집합은 공집합 및 {\displaystyle X} 전체 밖에 없다.
- {\displaystyle X}는 공집합이거나, 또는 그 콜모고로프 몫공간이 한원소 공간이다.
- {\displaystyle X}를 공역으로 하는 모든 함수는 연속 함수이다. 즉, 임의의 위상 공간 {\displaystyle Y} 및 임의의 함수 {\displaystyle f\colon Y\to X}에 대하여, {\displaystyle f}는 연속 함수이다.
- {\displaystyle X}를 정의역으로 하고, 공역이 T1 공간인 연속 함수는 상수 함수 밖에 없다.
- 공집합이 아닌 {\displaystyle X}의 모든 부분 집합은 조밀 집합이다.
- {\displaystyle X} 속의 모든 점렬은 모든 점으로 수렴한다.
- {\displaystyle X} 전체가 아닌 {\displaystyle X}의 모든 부분 집합의 내부는 공집합이다.
- 공집합이 아닌 {\displaystyle X}의 모든 부분 집합의 폐포는 {\displaystyle X}이다.

범주론적으로, 위상 공간의 구체적 범주의 망각 함자 {\displaystyle F\colon \operatorname {Top} \to \operatorname {Set} }는 오른쪽 수반 함자
{\displaystyle I\colon \operatorname {Set} \to \operatorname {Top} }
{\displaystyle F\dashv I}
를 가지며, 이 함자를 비이산 함자라고 한다. 집합 {\displaystyle S}의 {\displaystyle I}에 대한 상 {\displaystyle I(S)}는 {\displaystyle S} 위의 비이산 공간이다. (반대로, 망각 함자의 왼쪽 수반 함자는 이산 공간 함자이다.)

## 성질
두 개 이상의 점을 갖는 비이산 공간은 다음 성질을 만족시킨다.
- 콜모고로프 공간이 아니다. (따라서 T1 공간이나 하우스도르프 공간이 아니다.)
- 거리화 가능 공간이 아니다.
- 호 연결 공간이 아니다.

모든 비이산 공간 {\displaystyle X}는 다음 성질들을 만족시킨다.
- R0 공간이다.
- 경로 연결 공간이다.
- 콤팩트 공간이다.
- 완비 정규 공간이다. (따라서 정칙 공간이며, 완비 정칙 공간이며, 정규 공간이다.)
- 제2 가산 공간이다. (따라서 린델뢰프 공간이며, 분해 가능 공간이며, 제1 가산 공간이다.)
- 베르 공간이다.

## 참고 문헌
- Steen, Lynn Arthur; J. Arthur Seebach, Jr. (1978). 《Counterexamples in topology》 (영어) 2판. Springer. doi:10.1007/978-1-4612-6290-9. ISBN 978-0-387-90312-5. MR 507446. Zbl 0386.54001.